# Basel Ghattas
 (octobre 2023).
 (octobre 2023).
Pour les articles homonymes, voir Ghattas.
Basel Ghattas (arabe : باسل غطاس, hébreu : באסל גטאס), né le 23 mars 1956 à Nazareth, était un homme politique arabe israélien, membre du parti Balad et député à la Knesset sur la Liste unifiée. Il a depuis démissionné à la suite d'une affaire de trahison.

## Biographie
Basel Ghattas est un arabe chrétien originaire de Nazareth. Au lycée, il a fondé le comité national des lycéens arabes (National Committee of Arab High School students) avec son cousin Azmi Bishara. Il a aussi fondé des groupes d'étudiants arabes pendant ses études universitaires.
Après avoir terminé l'université, il créa une entreprise à Rameh et fut élu à l'âge de 22 ans chef adjoint du Conseil local en tant que membre du parti Rakah, devenu par la suite Maki. Il a été exclu du parti en 1990 après avoir contesté son positionnement pro-soviétique. Il a ensuite aidé à fonder Brit Shivyon, un mouvement arabe israélien éphémère avant d'être un membre fondateur du parti Balad en 1995.

## Trahison
Il a admis avoir remis des téléphones portables et des cartes SIM à des détenus palestiniens de la prison de haute sécurité de Ktziot, dans le sud d’Israël, lors d’une visite en décembre.
En échange de ce plaidoyer de culpabilité, le parquet avait proposé une peine de deux ans de prison alors qu’il encourait jusqu’à 10 ans de détention.
Basel Ghattas a également écopé d’une amende de 120 000 shekels (30 800 euros), selon les énoncés du jugement publiés par le ministère de la Justice.
Le tribunal de Beer Sheva (sud) a considéré que l’infraction de M. Ghattas constituait une « turpitude morale », ce qui lui interdit de briguer un mandat au Parlement pendant sept ans à compter de la fin de sa peine de prison.
Ancien député de la Liste unie, une coalition de formations arabes qui représente le troisième groupe au Parlement israélien, Basel Ghattas s’était servi de son immunité pour échapper à la fouille et introduire une dizaine de portables dans la prison où sont incarcérés des prisonniers palestiniens ayant commis des attaques contre des Israéliens, selon la presse[réf. souhaitée].
Le député a assuré avoir agi en raison de ses « engagements humanitaires et moraux envers les prisonniers », disant « assumer pleinement [ses] responsabilités ».
Ghattas est remplacé à la Knesset par Juma Azbarga le 21 mars 2017.
Il commencera à purger sa peine le 2 juillet à la prison de Dekel à Beer Sheva.